# لورا میلر (بازیکن فوتبال)
لورا میلر (انگلیسی: Laura Miller؛ زادهٔ ۷ دسامبر ۲۰۰۱) بازیکن فوتبال اهل لوکزامبورگ است.
او همچنین در تیم ملی فوتبال Luxembourg بازی کرده‌است.